# オーギュスト・ペレ

ペレの肖像画（1932年）

オーギュスト・ペレ（Auguste Perret、1874年2月12日 - 1954年2月25日）は、フランスの建築家。鉄筋コンクリート造という新しい技術により芸術的な表現を追求し、「コンクリートの父」と呼ばれる。

## 経歴
オーギュスト・ペレは1874年にベルギー、イクセルの富裕な建設業者の家に生まれた。弟にギュスターヴ (Gustave Perret)、クロード・ペレ (Claude Perret) がいるが、ギュスターヴが建築家になり、オーギュストと同じ事務所に属した。
パリのエコール・デ・ボザールに入学して7つもの賞を獲得するも、中退する。在学中の1890年には最初の建築設計を手がけた。兄弟で同じく建築家であるギュスターヴ、クロードとともに、父の建設会社を相続した。当時、建材としてまだ新しかった鉄筋コンクリートに注目し、1903年、ギュスターヴと共に最初の計画から複数階を持つ建築物であるパリ16区「フランクリン街のアパートメント」の実現に成功した。2人は早速、鉄筋コンクリート設計専門の看板を掲げた。
ペレは、古典的なシンメトリーやオーダーと鉄筋コンクリート構造の融合を成し遂げた。代表作のひとつであるノートルダム・デュ・ランシー（ランシーの教会堂）では、ゴシックの空間と、近代合理主義的な直線が組み合わされている。ペレは、安価で、造形性に富むコンクリートを石材よりも優れた材料であると見ていたが、その視点は主にディテールとテクスチャーに向かっていたと言われている。彼の作品にはコンクリートを剥き出しの状態で仕上げとする「打ち放し」が多用され、またプレキャストコンクリートにも多くの実験的作品があり、その影響は計り知れない。とりわけル・コルビュジエ、ヴァルター・グロピウス等の建築家におおきな影響を与えた。ペレの事務所には、若き日のル・コルビュジエやベドジフ・フォイエルシュタイン（後に来日し、アントニン・レーモンドと共同で聖路加国際病院などを設計）らが在籍していた。

ペレはまた鉄筋コンクリート構造とギリシア建築や日本建築から影響されたフレーム構造 (fr:Charpente) の関連と融合にも着目し、古典的でありながら近代的でナショナルな造形にも腐心したとされる。

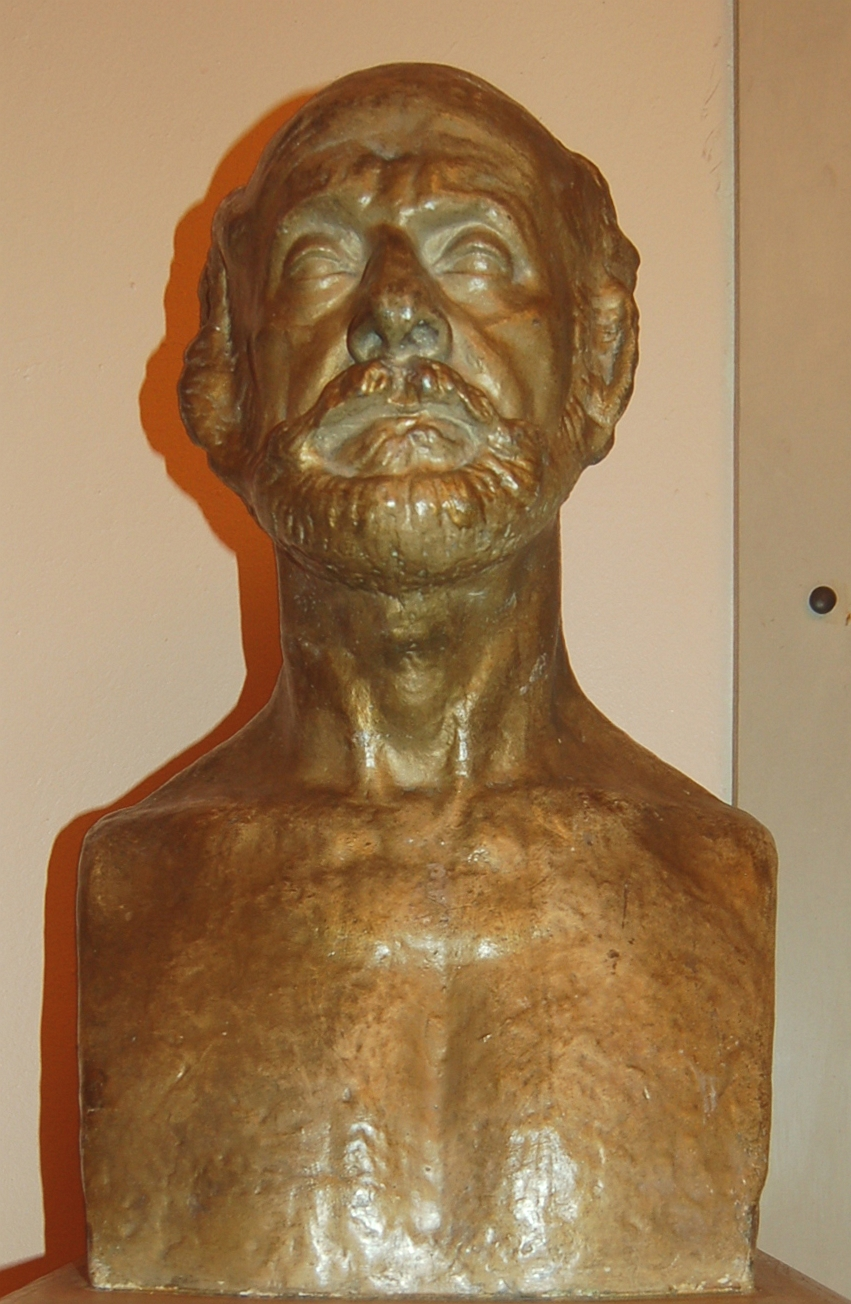
パリにあるペレの胸像

第二次世界大戦のノルマンディー上陸作戦で破壊され、8万人の市民が住居を失ったフランス北西部の都市ル・アーヴルの再建に中心的な役割を担った。現在、ル・アーヴル市街はプレファブリケーション（プレハブ工法）の効果的な利用、モデュール（寸法基準）の機能的な活用、コンクリート構造の革新的な使用を評価され、世界遺産に登録されており、建築単体のみならず都市計画においても高い評価を得ている。
1954年、居住していたパリ16区で死去。同建物は国際建築家連合の事務局に用いられている。

## 主な作品
- フランクリン街 (Rue Benjamin-Franklin) 25番地のアパート（1903年、パリ16区）

アール・ヌーヴォー調の鉄筋コンクリート造による最初期のモダニズム建築。フランス語では「フランクラン」。
- ポンテュ街 (Rue de Ponthieu) 51番地のガレージ（1906年、パリ8区、現存しない）

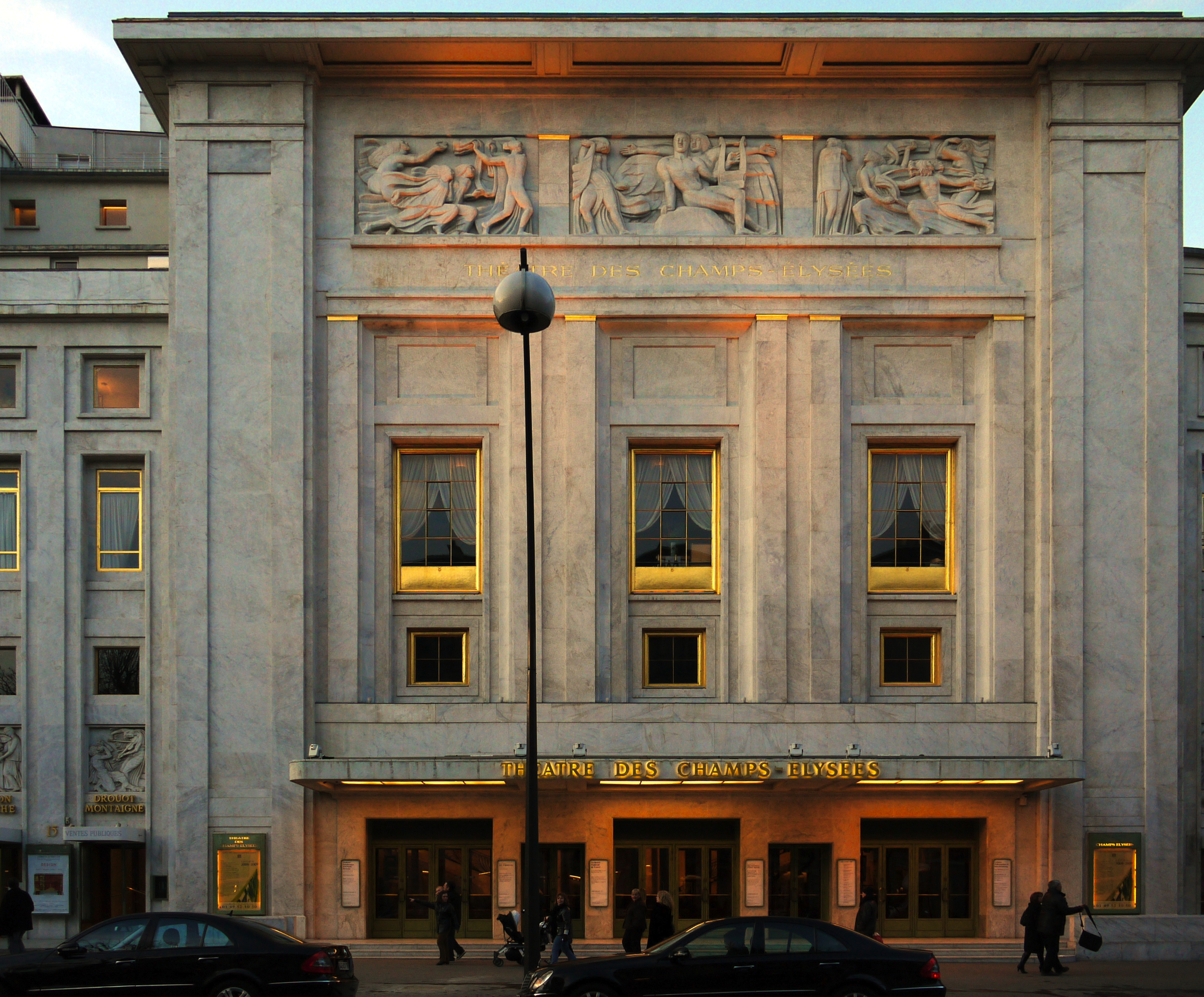
シャンゼリゼ劇場（1913年、パリ8区） ヴァン・デ・ヴェルデの計画を引き継ぎ、完成させた。
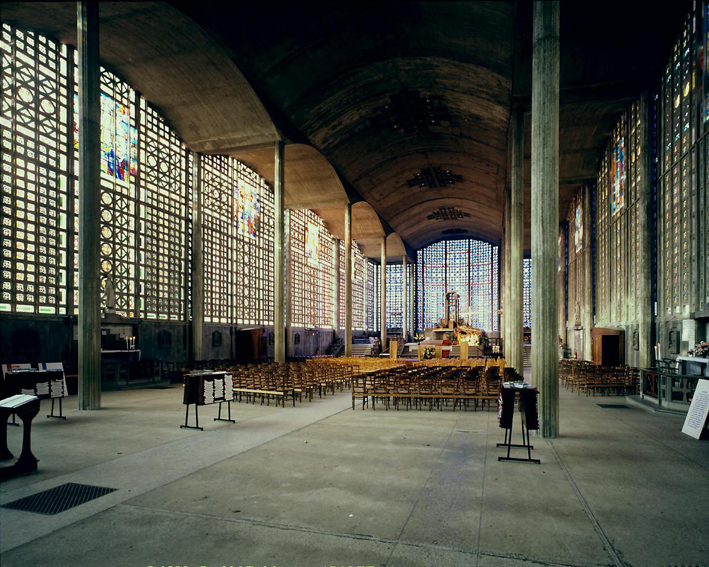
ノートル・ダム・デュ・ランシー（ランシーの教会堂）（1923年、ル・ランシー） ペレを敬愛したアントニン・レーモンドによって、これを模した東京女子大学礼拝堂がある。
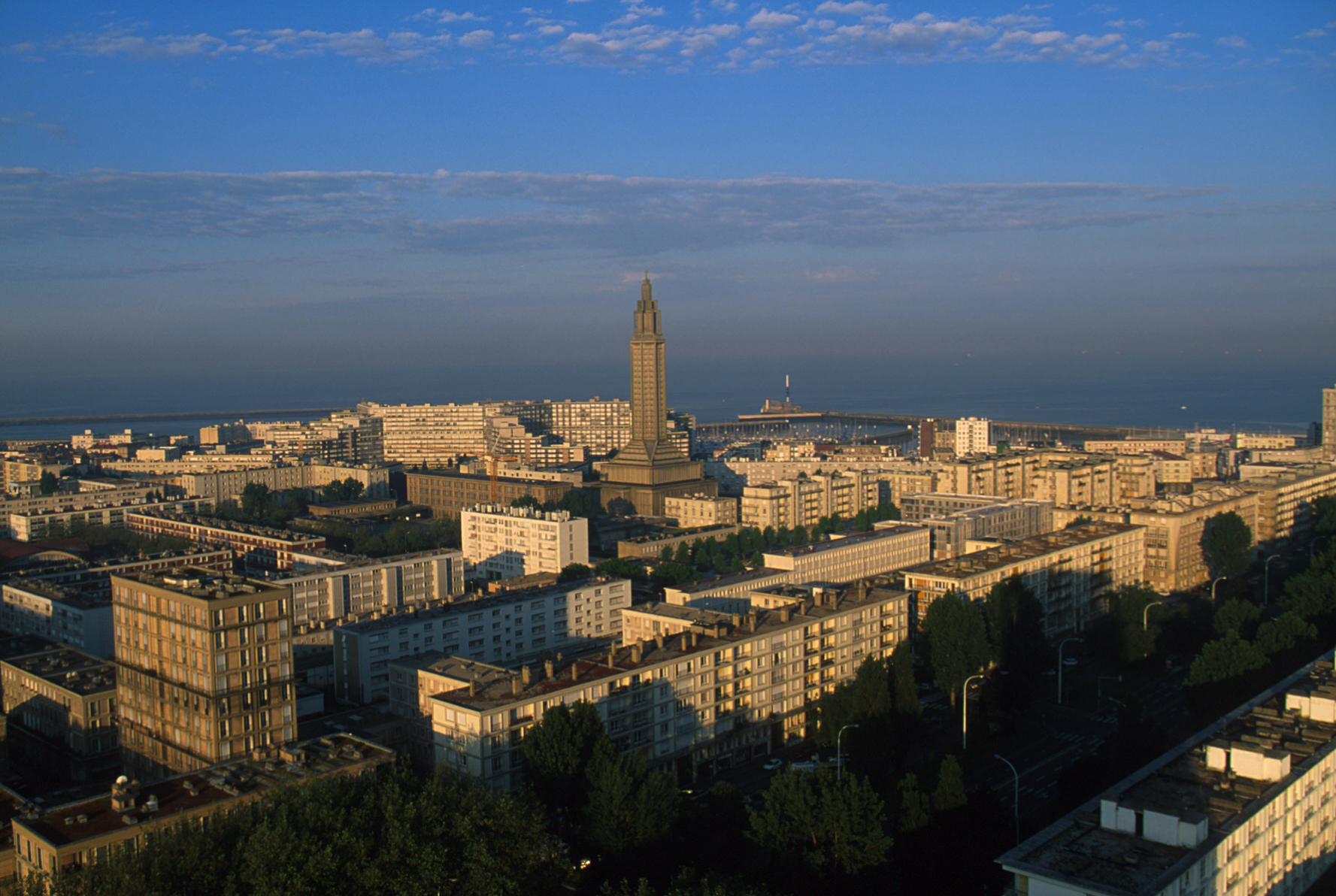
オーギュスト・ペレによって再建された都市ル・アーヴル（1945年 - 1954年、世界遺産）
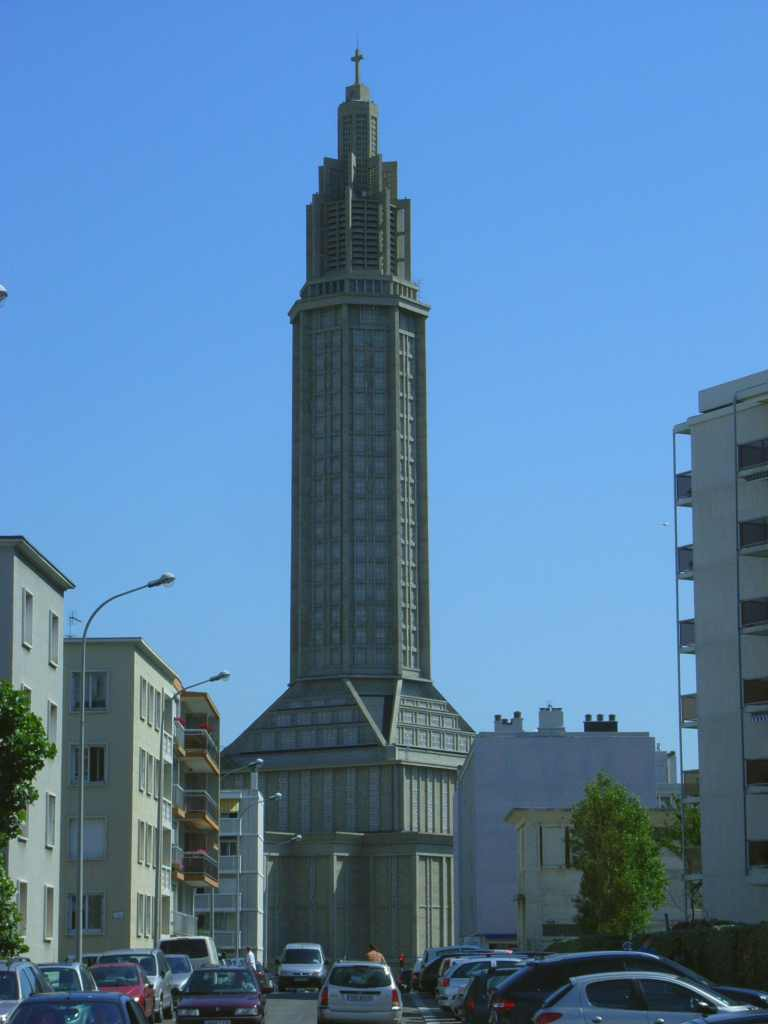
サン・ジョセフ教会（1953年） ル・アーヴル復興の一環として建設された。